# Universidade Federal do Sul da Bahia
A Universidade Federal do Sul da Bahia (UFSB) é uma instituição de ensino superior federal localizada no Sul e Extremo Sul do estado da Bahia, Brasil. A UFSB foi criada pela Lei nº 12.818, de 5 de junho de 2013.

## Campus
A UFSB está estruturada em três campi: o Campus Jorge Amado, em Itabuna, onde está localizada a sede da universidade, o Campus Sosígenes Costa, em Porto Seguro, e o Campus Paulo Freire, em Teixeira de Freitas, que ofertam cursos nas áreas de formação geral e saúde. Cada campus coordena uma rede de colégios universitários implantados em diversas cidades da região.
O planejamento da UFSB previa atendimento a um público de nove mil alunos matriculados por ano atingindo 18 mil vagas até 2020, em sua plena implantação, abrangendo um total de 48 municípios na região Sul e Extremo Sul da Bahia.

## Projeto
Em Itabuna estão instalados o Centro de Formação em Ciência, Tecnologia e Inovação e o Instituto de Humanidades, Artes e Ciências; em Porto Seguro, o Centro de Formação em Artes, o Centro de Formação em Ciências Humanas e Sociais, o Centro de Formação em Ciências Ambientais e o Instituto de Humanidades, Artes e Ciências; e em Teixeira de Freitas, o Centro de Formação em Saúde (ofertando, entre outros cursos, o de Medicina), e o Instituto de Humanidades, Artes e Ciências.

Mapa dos municípios com campi.

O projeto apresentado e aprovado pelo Senado, no dia 8 de maio de 2013 e sancionada pela presidente Dilma Rousseff no dia 5 de junho de 2013, oferece 10.800 vagas em 71 cursos para diferentes modalidades: Bacharelados Interdisciplinares (BI), com acesso via Enem/Sisu ou via rede de Colégios Universitários (Cuni), Licenciaturas Interdisciplinares (LI), Cursos de Graduação Profissional Plena (CPL), Curso Superior de Tecnologia (CST), Cursos de Formação Sequencial Universitária (CFSU), Especializações, Residências, Mestrados e Doutorados, com parcerias com IFBA, IFBaiano, SEBRAE e outros órgãos do Sistema S.

## Aulas Inaugurais
As aulas inaugurais da Universidade Federal do Sul da Bahia ocorreram em setembro de 2014, sendo no dia 08/09/2014 em Itabuna/BA; dia 09/09/2014 em Porto Seguro/BA e dia 12/09/2014 em Teixeira de Freitas/BA, dando início às suas atividades acadêmicas, recebendo os primeiros alunos e suas famílias. O evento inaugural da UFSB contou com as presenças de autoridades regionais, prefeitos, reitores de outras universidades, alunos, familiares, além do Governador da Bahia Jaques Wagner e do Ministro da Educação, José Henrique Paim, ministrante da aula inaugural no Campus Jorge Amado, em Itabuna/BA. 

## Sigla
A sigla da universidade foi escolhida por votação eletrônica. Dentre as opções: UFSULBA, UFESBA, UFSBA e UFSB; a última foi a escolhida. Antes disso, tanto em publicações e documentos oficiais e notícias, os diferentes acrônimos apareceram para referir-se à universidade.
Em 8 de setembro de 2014, foram iniciadas oficialmente suas atividades no campus de Itabuna.

## Gestão Institucional e Acadêmica
A UFSB está instalada em três campus: 
- Itabuna (campus Jorge Amado);
- Porto Seguro (Campus Sosígenes Costa); e
- Teixeira de Freitas (Campus Paulo Freire).

Cada campus é um polo gerenciador da Rede Anísio Teixeira de Colégios Universitários distribuídos nas cidades vizinhas.
Assim, a UFSB possui três esferas de organização, relativas aos ciclos formativos: Colégios Universitários (CUNI), Institutos de Humanidades, Artes e Ciências (IHAC) e Centros de Formação Profissional e Acadêmica (CF).
A gestão da UFSB está fortemente pautada em otimização dos recursos. Para isso, a instituição tem como principais estratégias: descentralização, uso massivo de tecnologias de informação, integração social e sustentabilidade, gestão institucional eficiente e participativa e controle social.
A UFSB, desde a sua implantação, incentiva a participação social e discente em seus conselhos deliberativos. Ainda em 2014 realizou eleição discente, elegendo no Conselho Superior Universitário (órgão máximo deliberativo da instituição) para o campus Jorge Amado, os discentes: Samuel Martins de Jesus Branco e Karyna Duarte Alcântara; para o Campus Sosígenes Costa, o discente Vicente Izidrö de Souza, e no campus Paulo Freire, o discente João Paulo Magalhães, através de consulta inter pares, figurando como os primeiros representantes discentes eleitos na instituição.

## Sistema de Colégios Universitários
Através do sistema de Colégios Universitários (CUNI), a UFSB deverá chegar a 48 municípios das regiões sul e extremo sul da Bahia. Nas cidades com o mínimo de 200 concluintes ou mais do ensino médio, será instalada uma unidade da rede CUNI, onde os estudantes dessas cidades poderão cursar o primeiro ano, chamado de Formação Inicial. Esse sistema permite que os estudantes iniciem o curso superior em suas cidades, bem como visa garantir uma formação necessária para a continuação dos seus percursos acadêmicos. Após esse primeiro ano, o estudante será encaminhado para a segunda etapa de formação.
A entrada nos cursos da UFSB pode se dar de duas formas: 
1. Na Área Básica de Ingresso (Rede de Colégios Universitários); ou
2. diretamente nos cursos de Bacharelado e Licenciaturas Interdisciplinares (BI e LI).

## Ensino

### Ciclos de Formação na UFSB - Configuração dos Cursos de Graduação
São três aspectos que caracterizam a plataforma político-pedagógica da UFSB:
1. Organização em ciclos com modularidade progressiva, incluindo titularidade independente para cada ciclo;
2. Sistema letivo quadrimestral, visando também otimização de recursos, equipamentos, pessoal e instalações;
3. Pluralismo educacional e uso massivo de tecnologias digitais no ensino-aprendizagem.[2]

A formação na UFSB está organizada em ciclos, que significam etapas na formação do estudante. Assim, o primeiro ciclo envolve a Área Básica de Ingresso (ABI), os Bacharelados Interdisciplinar em Artes, Ciências, Humanidades e Saúde, e as Licenciaturas Interdisciplinares em Artes e Suas Tecnologias; Ciências da Natureza e suas Tecnologias; Ciências Humanas e Sociais e Suas Tecnologias;  Linguagens e Códigos e Suas Tecnologias; Matemática e Computação e Suas Tecnologias. O segundo ciclo contempla os cursos de formação profissional e acadêmica em áreas específicas:  Campus Jorge Amado - CJA (Itabuna): Engenharia Agrícola e Ambiental, Engenharia Florestal e Engenharia Ambiental e da Sustentabilidade. Campus Sosígenes Costa - CSC (Porto Seguro): Antropologia, Artes do Corpo em Cena, Ciências Biológicas (Bacharelado), História, Oceanologia, Som, Imagem e Movimento. Campus Paulo Freire - CPF (Teixeira de Freitas): Medicina e Psicologia. No terceiro ciclo integram programas avançados de formação, conhecidos como pós-graduação lato sensu (especialização) e stricto sensu (mestrados e doutorados). No terceiro ciclo a UFSB conta com um curso lato sensu em Saúde Coletiva que funciona nos três campus, e quatro programas stricto sensu de mestrados aprovados: o PROFSAÚDE/MPSF - Mestrado Profissional em Saúde da Família, desenvolvido no campus Paulo Freire em Teixeira de Freitas; o PPGER - Programa de Pós-Graduação Profissional em Ensino e Relações Étnico-Raciais desenvolvido nos três campus;  o PPGCTA - Programa de Pós-graduação em Ciências e Tecnologias Ambientais, assim como o Programa de Pós-Graduação em Estado e Sociedade, que também possui o doutorado desenvolvido no campus Sosigenes Costa localizado na cidade de Porto Seguro.
O sistema de ciclos permite maior flexibilidade no percurso formativo, favorecendo as escolhas dos estudantes entre as muitas opções nas áreas de conhecimento. Etapas mais definidas reduzem também a evasão e permite um melhor aproveitamento dos recursos institucionais. No sistema de ciclos, cada etapa garante uma formação sólida de conceitos e estratégias para as etapas seguintes. O primeiro ciclo baseia-se no neo quadrivium: línguas modernas (minimamente, Português e Inglês), informática instrumental (letramento digital e competências conectivas), pensamento lógico-interpretativo (com uso eficiente de estratégias analíticas e retóricas) e cidadania planetária (consciência ecológico-histórica).
O sistema da UFSB visa ainda a ampliação do acesso ao ensino superior, impactos no desenvolvimento regional, flexibilidade pedagógica, interface com a educação básica e inter-institucional na oferta do ensino superior.
O modelo de ciclos no ensino superior não é uma novidade, já utilizado nos Estados Unidos e na Europa, onde foi generalizado depois do Processo de Bolonha em 1999, bem como em 18 universidades brasileiras.

### Graduação (Primeiro Ciclo)[46]
A Universidade Federal do Sul da Bahia possui 21 cursos de graduação com formação generalista, distribuídos entre bacharelados e licenciaturas interdisciplinares, nos turnos vespertino e noturno.
Bacharelado Interdisciplinar em Artes
Bacharelado Interdisciplinar em Ciências 
Bacharelado Interdisciplinar em Humanidades
Licenciatura Interdisciplinar em Artes e suas tecnologias
Licenciatura Interdisciplinar em Ciências da Natureza e suas tecnologias
Licenciatura Interdisciplinar em Ciências Humanas e Sociais e suas tecnologias
Licenciatura Interdisciplinar em Linguagens e suas tecnologias
Licenciatura Interdisciplinar em Matemática e Computação e suas tecnologias

### Graduação (Segundo Ciclo)[47]
A Universidade Federal do Sul da Bahia possui 26 cursos de graduação profissional no formato de tecnólogo, bacharelado ou licenciatura, que abrangem diversas áreas do conhecimento, nos períodos integral, matutino, vespertino e noturno.
Antropologia
Artes do Corpo em Cena
Biomedicina
Ciências Biológicas
Direito
Engenharia Agrícola e Ambiental
Engenharia Ambiental e da Sustentabilidade
Engenharia Civil
Engenharia de Aquicultura
Engenharia de Transportes e Logística
Engenharia Florestal
Engenharia Sanitária e Ambiental (Ilhéus)
Engenharia Sanitária e Ambiental (Porto Seguro)
Gestão Ambiental
Gestão Pública e Social
História
Jornalismo
Medicina
Mídia e Tecnologia
Mídias Digitais
Oceanologia
Políticas Públicas
Produção Cultural
Psicologia
Som, Imagem e Movimento
Tecnologia em Produção de Cacau e Chocolate

### Pós-Graduação (Terceiro Ciclo)[48]
A UFSB possui seis programas de pós-graduação lato sensu (especialização) e nove programas de pós-graduação stricto sensu (mestrado e/ou doutorado).
Programas de pós-graduação lato sensu ofertados pela UFSB:
- Especialização em Dramaturgias Expandidas do Corpo e dos Saberes Populares (EDramaturgias)
- Especialização em Engenharia Ambiental e Urbana (PPGEAU)
- Especialização em Pedagogia das Artes (EPARTES)
- Especialização em Saúde Coletiva (PPG-ESC)
- Pós-Graduação em Agroecologia e Educação do Campo (PGAEC)
- Especialização em Racismo e Antirracismo no Ensino de Línguas (RAEL)

Programas de pós-graduação strictu sensu mantidos pela UFSB:
- Programa de Pós-Graduação em Artes (PPG-Artes) - Mestrado
- Programa de Pós-Graduação em Biossistemas (PPGBiossistemas) - Mestrado e Doutorado;
- Programa de Pós-Graduação em Ciências e Sustentabilidade - (PPGCS) - Mestrado;
- Programa de Pós-Graduação em Ciências e Tecnologias Ambientais (PPGCTA) - Mestrado;
- Programa de Pós-Graduação em Ensino e Relações Étnico-Raciais (PPGER) - Mestrado;
- Programa de Pós-Graduação em Estado e Sociedade (PPGES) - Mestrado e Doutorado;
- Programa de Pós-Graduação em Saúde da Família (PROFSAÚDE) - Mestrado;
- Programa de Pós-Graduação em Saúde, Ambiente e Biodiversidade (PPG-SAB) - Mestrado;
- Programa de Pós-Graduação em Sistemas Aquáticos Tropicais (PPGSAT) - Mestrado.

## Periódicos científicos
A UFSB editora os seguintes periódicos científicos:
- Paubrasilia.